# Bajan-Bułak
Bajan-Bułak (ros. Баин-Булак) – wieś w Rosji, w Kraju Zabajkalskim, w rejonie agińskim Agińskiego Okręgu Buriackiego. W 2010 liczyła 191 mieszkańców, głównie Buriatów.